# Ломита (Тексас)
Ломита (енгл. Lometa) град је у америчкој савезној држави Тексас. По попису становништва из 2010. у њему је живело 856 становника.

## Демографија
Према попису становништва из 2010. у граду је живело 856 становника, што је 74 (9,5%) становника више него 2000. године.
| Група             | 2000.       | 2010.       |
| Белци             | 522 (66,8%) | 509 (59,5%) |
| Афроамериканци    | 18 (2,3%)   | 16 (1,9%)   |
| Азијати           | 1 (0,1%)    | 5 (0,6%)    |
| Хиспаноамериканци | 233 (29,8%) | 304 (35,5%) |
| Укупно            | 782         | 856         |